# Il pericolo senza nome
Il pericolo senza nome (titolo originale Peril At End House) è il quindicesimo romanzo scritto da Agatha Christie ed è la sesta avventura per Hercule Poirot. Pubblicato in Gran Bretagna nel 1932, in Italia verrà pubblicato per la prima volta nel 1933.

## Trama

### Introduzione
Poirot si trova in vacanza in Cornovaglia con il fedele amico Arthur Hastings e incontra l'affascinante Nick Buckley. Casualmente la giovane racconta di essere scampata per ben tre volte alla morte in pochi giorni, affermando di essere stata molto fortunata, ma che si è trattato di semplici incidenti. Poirot non ne è convinto, e i suoi sospetti trovano conferma quando Maggie, la cugina di Nick, viene assassinata.

### Intreccio
Durante una vacanza all'Hotel Majestic di Saint Loo, in Cornovaglia, una mattina Hastings e Poirot sono sulla terrazza dell'hotel, commentando la notizia del giorno: i timori per la sorte del giovane Michael Seton (un pioniere dell'aviazione impegnato in un'audace impresa) quando fanno la conoscenza di Magdala, detta “Nick”, Buckley, la giovane proprietaria della Casa Solitaria, suggestiva e decadente dimora del promontorio. Fra le chiacchiere Nick accenna al fatto di essersi salvata da tre incidenti mortali in pochi giorni e poco dopo si lamenta di una vespa che l'ha sfiorata. Quando Nick se ne va in compagnia di un suo amico, il comandante George Challanger, Poirot esamina il cappello che la giovane ha scordato sul tavolino, e scopre un buco di pallottola nel feltro. Il belga decide così di interessarsi alla ragazza e ai suoi strani incidenti.
L'investigatore fa una visita alla Casa Solitaria e chiede particolari sugli incidenti: un quadro appeso sopra il letto che è caduto all'improvviso, un masso che è rotolato sul cammino della ragazza, un guasto ai freni dell'auto. Poirot mette in guardia Nick sul fatto che qualcuno stia cercando di ucciderla e la ragazza inizia a preoccuparsi quando viene a sapere della pallottola e subito dopo scopre che la sua pistola Mauser è scomparsa. Tuttavia non riesce a immaginare un movente: non le risulta di avere nemici, la casa, peraltro ipotecata, è il suo unico capitale e non ha parenti vivi tranne un cugino avvocato, Charles Vyse, e alcuni lontani cugini nello Yorkshire. Alla Casa Solitaria con lei vivono Ellen, la governante, suo marito e il loro figlio, mentre nella dépendance del cottage abitano in affitto i Croft, una coppia australiana. Inoltre ha parecchi amici, due dei quali sono attualmente ospiti alla Casa Solitaria: Frederica "Freddie" Rice e Jim Lazarus, innamorato di Freddie. Anche George Challanger, che corteggia Nick, si unirà a loro per il weekend. Nick racconta inoltre di aver fatto un testamento, circa sei mesi prima, in cui lascia la casa a Charles Vyse e tutto il resto a Freddie Rice. Poirot convince la ragazza a chiamare qualcuno al di sopra di ogni sospetto che possa affiancarla durante il weekend e Nick decide di chiederlo ad una delle sue cugine dello Yorkshire – Maggie Buckley. Mentre si allontanano dalla Casa Solitaria, Poirot dice a Hastings che Nick adesso ha tre livelli di protezione: la vittima è allertata, Maggie Buckley abiterà nella casa piena di potenziali assassini, e ultimo ma non meno importante, l'attentatore sa che adesso in scena c'è anche Poirot. A parte questo però Poirot è confuso, perché nessuno sembra avere motivi per desiderare la morte di Nick.
Poirot svolge qualche indagine discreta: presso il meccanico, che esprime l'opinione che i freni siano stati manomessi, e presso Charles Vyse, di cui verifica la mancanza di alibi per il momento dello sparo. Fra l'altro questi lo stupisce affermando che Nick ha per la Casa Solitaria un amore morboso. Nel pomeriggio l'investigatore riceve una telefonata della ragazza che lo informa che Maggie è arrivata e li invita per la sera a vedere i fuochi d’artificio. Alla cena (a cui non partecipa George Challanger, rimasto bloccato a Plymouth) la conversazione verte su Michael Seton, il pilota scomparso, che Nick ha incontrato di persona, una prima volta a Le Toquet con Freddie e poi ancora a Scarborough, dove l'amica non era andata. Mentre Nick è in un'altra stanza per telefonare, arrivano altri invitati e tutti escono in giardino, ma poco dopo Nick rientra in casa per prendere qualcosa da mettere addosso perché ha freddo. Poco dopo l'inizio dello spettacolo pirotecnico Poirot nota una forma accasciata sul sentiero che va alla casa, accorre con Hastings e vede che si tratta di Maggie Buckley, che indossa lo scialle che Nick aveva messo a cena: ne deduce che l'assassino ha commesso uno scambio di persona. Hastings telefona alla polizia che, arrivata alla Casa Solitaria, appura che Maggie aveva chiesto in prestito lo scialle a Nick perché non era riuscita a trovare il suo cappotto. Nick è sotto shock e il suo medico, con la piena approvazione dell'investigatore, le propone di farsi ricoverare in una clinica, per essere curata e protetta.
Poirot è turbato per non essere riuscito a fermare l'assassino in tempo. Maggie è stata uccisa da tre pallottole, e la pistola è sparita, quindi non si può sapere se era la Mauser scomparsa. Nessuno ha visto niente di sospetto o sentito gli spari, che erano stati coperti dal rumore dei fuochi d'artificio. Tutti i possibili sospetti erano in casa o nelle vicinanze, ad eccezione di Challanger, ma nessuno aveva una motivazione credibile per l'omicidio. Poirot, dopo una notte passata a pensare, si pone tre domande: 1) Perché Nick era preoccupata negli ultimi tempi, prima che cominciassero gli incidenti mortali? 2) Perché ha indossato un vestito nero la sera dell'omicidio, sapendo che è un colore che odia? 3) Perché ha detto di non avere più ragioni per vivere, dopo aver trovato il corpo di Maggie? Ne deduce che la chiamata ricevuta quella sera da Nick è importante e, dopo aver letto i giornali, intuisce cosa c'è sotto. Infatti, quando Poirot e Hastings la visitano in clinica, Nick racconta di essersi fidanzata con Michael Seton, in segreto per l'opposizione dello zio che aveva finanziato l'impresa, e racconta che durante la sua assenza dalla cena aveva avuto la conferma che l'amato era morto. Una tragedia avvenuta, paradossalmente, proprio quando avrebbero potuto rendere pubblico il fidanzamento in quanto anche lo zio era morto pochi giorni prima.
A questo punto Poirot ha un possibile movente: Michael Seton aveva ereditato una fortuna dallo zio e potrebbe aver fatto testamento in favore di Nick, che ha fatto testamento in favore di Freddie, che si troverebbe ricca se l'amica morisse. Ma anche Charles Vyse, ignaro del testamento, poteva sperare di esserne l'erede. Poirot, con il permesso di Nick, cerca il testamento alla Casa Solitaria ma, invece del documento, trova un pacco di lettere d'amore. In una di queste, effettivamente, Seton dice all'amata di averla fatta erede universale. Di nuovo alla clinica, Nick dice a Poirot di aver mandato il testamento a suo cugino, Charles Vyse, ma l'uomo, interrogato a proposito, nega tutto. Poirot e Hastings fanno visita ai Croft, e il signor Croft comunica loro che si ricorda di aver fatto da testimone per il testamento e di averlo inviato via posta al signor Vyse. Durante la visita, Poirot riesce ad ottenere un'impronta di Croft, che manda a Japp, per farla controllare.
Il capo della polizia locale, molto grato a Poirot per l'aiuto che gli sta offrendo, consegna all'investigatore un pezzetto di carta trovato vicino alla scena del crimine, che sembra contenere una richiesta di soldi. Quando Poirot interroga Challanger e Freddie a proposito, Freddie vede il pezzetto di carta e sviene.
Poirot chiama l'avvocato londinese di sir Matthew Seton che gli conferma che Michael ha ereditato tutta la fortuna dello zio. L'uomo dice anche all'investigatore che Michael Seton ha consegnato loro il testamento in cui lascia tutto il suo patrimonio alla sua promessa sposa, Magdala Buckley, e che la somma in questione è altissima. Poirot e Hastings incontrano Japp, che dice loro che il signor Croft non ha nessun precedente penale. Ritornato a Saint Loo, Poirot scopre che c'è stato un altro attentato alla vita di Nick, che ha mangiato un cioccolatino pieno di cocaina preso da una scatola che gli avrebbe spedito l'investigatore stesso (cosa che non ha fatto, lui le ha solo inviato un mazzo di fiori). Poirot scopre che la scatola di cioccolatini è stata portata alla clinica da Jim Lazarus, dietro richiesta di Freddie, che aveva agito così dietro ordine di Nick, che le aveva telefonato per chiederglielo. Freddie adesso è la sospettata principale, visto che è una drogata e avrebbe potuto procurarsi facilmente la cocaina. La donna sembra comunque sapere più di quanto ammetta.
A Poirot quindi viene un’idea: decide di comunicare a tutti che Nick è morta in modo da osservare i successivi sviluppi del caso. Mentre stanno discutendo del problema nella loro camera in hotel, Hastings vede “una faccia orribile” guardare da fuori la finestra. Charles Vyse chiama Poirot per dirgli che il testamento di Nick è arrivato. Hastings pensa che sia il testamento con cui Nick lasciava tutto a Freddie. Questa frase porta Hastings e Poirot a discutere dei vari soprannomi per i nomi Frederica (Freddie) e Margaret (Maggie) – e all'improvviso l'investigatore belga capisce tutto!
Poirot organizza un incontro con i sospetti alla Casa Solitaria, in cui verrà letto il testamento. Con gran sorpresa di tutti i presenti, tranne della beneficiaria, il documento dice che Nick ha lasciato tutto alla signora Croft, per l'aiuto che ha dato a suo padre molti anni prima, quando si trovavano entrambi in Australia. La signora Croft è commossa e vorrebbe tanto ringraziare Nick. Poirot suggerisce allora di fare una seduta spiritica, e gli altri accettano con riluttanza. 
Durante la cerimonia, Nick entra nella stanza facendo la parte di sé stessa trasformata in fantasma, causando panico nella signora Croft. Japp a quel punto entra nella stanza e identifica la Croft come Milly Merton, una falsaria in fuga, che ha riscritto il testamento e lo ha tenuto nascosto aspettando la morte di Nick per poterlo usare.
A quel punto, una pallottola colpisce di striscio Freddie. Poirot e Challenger si precipitano fuori, riescono ad acchiappare la persona che ha sparato e lo portano dentro la casa. È un uomo moribondo, con il volto rovinato – “la faccia orribile” che aveva visto Hastings attraverso la finestra. Dopo che l'uomo è morto, Freddie lo identifica come suo marito scomparso, un cocainomane come lei. È stato lui a lasciare quel messaggio con la richiesta di denaro che la polizia ha dato a Poirot, per questo Freddie è svenuta quando l'ha visto. Freddie aveva creduto, infatti, che fosse stato suo marito a sparare a Maggie, magari scambiandola per lei.
Poirot comunque è arrivato alla verità e permette a Japp di dire che, nascosto nella casa, ha visto Nick prendere la Mauser dal suo nascondiglio e nasconderla nell'abito di Freddie per incolparla. Poirot a questo punto annuncia che è stata Nick ad uccidere Maggie.
Dopo che Nick e i Croft sono stati portati via dalla polizia, Poirot racconta agli ex sospettati tutta la storia. Come aveva detto Charles Vyse, Nick era attaccatissima alla Casa Solitaria, e quando conobbe Michael Seton a Le Toquet vide un'ottima opportunità per ottenere i soldi necessari a rimettere a posto la proprietà, ormai diroccata. I due si rincontrarono poi a Scarborough, ma Michael Seton si innamorò di Maggie Buckley, che accompagnava la cugina, e i due si fidanzarono in segreto. Nick era l'unica persona a conoscere questo amore ed era anche a conoscenza del testamento di Seton che lasciava tutto a “Magdala Buckley”, anche se il ragazzo non sapeva che anche Nick si chiamava con quel nome. Quando Nick è venuta a sapere della morte di Sir Matthew Seton e poi di quella di Michael, la ragazza ha deciso di uccidere Maggie e di far credere a tutti che fosse lei la fidanzata di Michael. Aveva preparato i finti “attentati” contro la sua persona ed aveva anche già scritto a Maggie per chiederle di raggiungerla quando ha scoperto che Poirot si trovava a Saint Loo; la ragazza ha deciso di coinvolgerlo per rendere il tutto più credibile. Ha convinto Poirot a chiederle di trovarsi una compagnia, e a quel punto Nick ha telegrafato a Maggie chiedendole di arrivare un giorno prima. Quando Poirot è venuto a conoscenza di questo fatto, ha cominciato ad interrogarsi sulle azioni e le frasi di Nick. Nick si è anche spedita da sola la scatola di cioccolatini avvelenati per continuare la sceneggiata, e aveva rubato in precedenza delle lettere scritte da Seton a Maggie, per corroborare la sua storia, ma solo quelle dove non era scritto il nome intero della ragazza. Queste stesse lettere sono diventate il colpo di grazia finale per Nick, poiché Poirot si è accorto che nelle missive che Seton aveva inviato alla sua amata, non si faceva nessun riferimento all'operazione che Nick aveva subito (per cui la ragazza aveva deciso di fare testamento, non sapendo se sarebbe sopravvissuta).
Poirot svela un'ultima cosa: Challanger è un trafficante di cocaina, e Nick ne aveva una piccola scorta nascosta nell'orologio da polso, che la ragazza sicuramente userà per procurarsi un'overdose per evitare il boia.

## Personaggi
- Hercule Poirot, investigatore
- Arthur Hastings, fedele amico di Poirot
- Magdala “Nick” Buckley, giovane e affascinante donna
- Frederica “Freddie” Rice, amica di Nick
- Jim Lazarus, corteggiatore di Frederica
- Comandante George Challanger, amico di Nick e fornitore di droga
- Magdala “Maggie” Buckley, cugina di Nick
- Bert e Mildred Croft, coniugi australiani inquilini di Nick
- Ellen, cameriera di Nick
- Charles Vyse, avvocato e cugino di Nick
- Michael Seton, famoso aviatore inglese

## Adattamenti
- Il pericolo senza nome (1990)[1], episodio della serie televisiva Poirot, diretto da Renny Rye, con David Suchet, Hugh Fraser, Philip Jackson, Pauline Moran, Polly Walker, John Harding, Jeremy Young, Mary Cunningham e Paul Geoffre

## Edizioni
- Agatha Christie, Il pericolo senza nome, traduzione di Laura Garsin, collana Oscar Mondadori, Mondadori, 2003,  p. 181, ISBN 88-04-50996-1.